# Verbrechermenschen
Verbrechermenschen (Untertitel: Zur kriminalwissenschaftlichen Erzeugung des Bösen) lautet der Titel eines zuerst 1984 im Campus Verlag (Frankfurt am Main) erschienenen Buches des österreichischen Philosophen Peter Strasser, in dem der Autor sich kritisch mit biologistischen, täterorientierten Varianten der Kriminologie, vor allem mit Cesare Lombrosos Konzept des „Verbrechermenschen“ („L’uomo delinquente“), auseinandersetzt. Im Jahre 2005 erschien das Werk in einer zweiten, um ein neues Vorwort und ein abschließendes Kapitel („Das neue Kontrolldenken in der Kriminologie“) erweiterten Auflage. 

## Ursprung des Begriffes „Verbrechermenschen“
Erstmals hat Cesare Lombroso seinem 1876 erschienenen Buch den Titel „L’uomo delinquente. In rapporto all’antropologia, alla giurisprudenza ed alle discipline carcerarie“ gegeben. Der Bestandteil „L’uomo delinquente“ kann wörtlich mit „Verbrechermensch“ übersetzt werden. In dem 1984 von dem österreichischen Rechtsphilosophen Peter Strasser veröffentlichten Buch „Verbrechermenschen. Zur kriminalwissenschaftlichen Erzeugung des Bösen“ wird der Begriff erneut als Buchtitel verwendet. Bereits durch die Wortwahl, dem Zusammenfügen der Worte Verbrecher und Mensch, wird deutlich, dass Strasser sich u. a. mit den Lehren Lombrosos auseinandersetzt. Durch die Verschmelzung der beiden Substantive grenzt Peter Strasser den Gegenstand seiner Betrachtung gegen Theorien der umweltbedingten Straffälligkeit (Kriminalitätstheorien) und wissenschaftlichen Analysen des normalen Menschen, des „Homo sapiens“, ab.

## Leitgedanken des Buches
„Ziel der vorliegenden Studie ist es, am Modell einer der politische einflussreichsten Ordnungs- und Disziplinierungswissenschaften unseres Jahrhunderts das Zusammenspiel von Vernunft, Mythos und Moral zu untersuchen“ (Strasser 2005, Seite 7). Er selbst bezeichnet im Vorwort sein Buch als zunächst unbeabsichtigt tendenziell destruktiv und definiert den im Buch verwandten Kriminologiebegriff als primär täterbezogen und auf die Ätiologie des Rechtsbruches abgestellt. Die erweiterte Neuauflage von 2005 enthält zusätzlich zu dem ansonsten unverändert gebliebenen Buch ein Kapitel über Strassers Beurteilung der neuesten Entwicklungen innerhalb der Kriminologie.

### Kapitel I: Das Objekt der Kriminologie

#### Konfiguration der Motive
In diesem Kapitel beschäftigt sich Strasser zunächst mit der Konfiguration der Motive. Er stellt fest, dass einem Tatmotiv sowohl eine kausale als auch eine moralische Dimension innewohnt. Die kausale Dimension beschreibt die äußeren Umstände, die zur Tat führen, die moralische das in der Person liegende „Böse“, das den Täter zur „Bestie“ werden lässt. In der Ursachenerforschung versucht die Kriminologie, den Verbrecher wissenschaftlich empirisch in allen Facetten zu analysieren; sie bedient sich dazu der Hilfe der Verbrecherbiologie, -psychologie, -pathologie, -physiognomik und -soziologie. An dieser Stelle unterstellt Strasser der Kriminologie, dass sie sich in Teilen der Forschung mit dem Ziel widmet, der Kriminalpolitik zu dienen.

#### Verbrechenserklärungen und Strafkonzeptionen
Als Nächstes widmet sich Strasser Verbrechenserklärungen und Strafkonzeptionen. Nachdem in früheren Jahrhunderten der Verbrecher öffentlich bestraft worden ist, weicht bereits Ende des 18. Jahrhunderts die körperliche Bestrafung nach und nach der Freiheitsstrafe. Aus dem autonom agierenden Verbrecher, dessen Handlung als Ausdruck göttlicher Gerechtigkeit öffentlich bestraft worden ist, wird zunehmend ein Wesen ohne freien Willen, das aufgrund seiner abnormen Persönlichkeit handelt und therapeutischer Hilfe bedarf. Diese Abnormität spiegelt sich laut Lombroso, dem Erstvertreter dieser Richtung, u. a. in der Physiognomie wider. Die verbrecherische Handlung selbst wird durch äußere Reize ausgelöst. Die Thematik der Willensfreiheit eines Verbrechers  wird in der Kriminologie der Gegenwart kaum noch diskutiert. Einen anderen Delinquentenbegriff hat die sog. Défence sociale. Hier wird der Verbrecher losgelöst von seiner Tat betrachtet; es reichen schon Indizien, die ihn zu einem potentiellen Verbrecher machen, um ihn unbegrenzt in Gewahrsam zu nehmen. Ein weiterer Ansatz, sich den Ursachen des Verbrechens zu nähern, stammt aus der Psychologie. Es wird versucht, die Intentionen der Handlungen unter Berücksichtigung u. a. der individuellen Motive, Wünsche, Hoffnungen, Wahrnehmungen und Bewusstseinslagen zu erforschen. Nur im Ausnahmefall handelt der Verbrecher unter Zwang. Auch die Psychoanalyse versucht, sich den Ursachen für Verbrechen zu nähern und hat sich des aus der Unterschicht stammenden Kriminellen angenommen und bei ihm Überich-Schwächen und -lücken festgestellt, die ihn zum Verbrecher werden lassen. Eine abschließende Lösung für eine Strafkonzeption bietet Strasser an dieser Stelle nicht an.

#### Zur Konstitution des Objektes
Unter dieser Überschrift stellt Strasser zunächst als Objekt kriminologischen Diskurses die Erforschung von Ursachen, Wesen und Wirksamkeit der Kriminalität fest. Dieses Objekt ändert sich  je nach Herangehensweise. Allerdings ist für ihn die naturalistische Methode, die den Menschen als Biomaschine sieht, genauso wenig Ziel führend, wie die intentionalistische, die dem Täter einen freien Willen unterstellt und die Tat als solche nachvollziehen kann oder die moralistische, die die verbrecherische Handlung als „böse“ mit „bösen Ursachen“ einstuft und als Einheit betrachtet. Welche Sichtweise die Forschung jeweils für adäquat hält, hängt für Peter Strasser davon ab, wie auf Rechtsbrüche reagiert werden soll: mit klassischer Strafe bei intentionalistischer Betrachtung und Therapie bzw. Resozialisierung bei naturalistischer.

#### Das Labyrinth der Kriminologie
Dieser Absatz geht zunächst auf die bereits angerissene Thematik der Automie des handelnden Verbrechers ein, die für die Art seiner Behandlung maßgeblich ist. Eine Möglichkeit, die Autonomie im Handeln zu erkennen, ist das Abstellen einer Handlung  auf den Zwangscharakter, dem sie unterliegt. Eine abschließende Beantwortung der Frage bleibt offen. Die Autonomie ist aus dem Grund besonders wichtig, weil von ihr die moralische Bewertung der Handlung abhängt, in die die kriminologische Forschung verstrickt ist. Strasser vertritt die Auffassung, dass die einzige Möglichkeit, die Wertung „böse“ von dem Verbrecher zu trennen und den Umgang mit ihm zu humanisieren, darin besteht, Handlung und Täter strikt voneinander zu trennen. Einen solchen  Versuch unternimmt der Etikettierungsansatz, bei dem bestimmte Handlungen eines Individuums als Verbrechen bezeichnet werden. Der naturalistische Ansatz trennt zwar die Handlungen nicht vom Handelnden, versucht aber teilweise, das „Böse“ in jedem Menschen zu identifizieren oder den Verbrecher mit einem anderen Ausdruck zu belegen, um ihn so der Wertung „böse“ zu entziehen. Strasser stellt am Schluss die nicht beantwortete Frage, ob kriminologische Forschung ohne Wertung überhaupt möglich ist.

### Kapitel II: Der Mythos als Wissenschaft

#### Homo Delinquens
In diesem Kapitel geht Strasser hauptsächlich auf den Erklärungsansatz Lombrosos ein.
In dem Abschnitt „Homo Delinquens“ beschreibt er zunächst die Entdeckung, die seine Lehre begründet. An dem Schädel des Räubers Vilella entdeckt er eine Hinterhauptsgrube, die sonst nur bei niederen Säugern vorkommt. Lombroso schreibt daraufhin Verbrechern bestimmte anatomische Merkmale an Gesicht und Körper sowie Unempfindlichkeit gegen Schmerz zu, so dass sie anhand dieser Merkmale sowie Tätowierungen leicht erkennbar sind. Da diese Merkmale angeboren sind und vielfach atavistischer Natur, ist der Verbrecher für Lombroso ein moralisch irrsinniges atavistisches Wesen, in dem das Böse wohnt. Diese Stigmata gelten nicht für Frauen, die generell als Verbrecherinnen geboren werden, jedoch vom Mann leicht von Verbrechen abgehalten werden können. Die grundsätzliche Einstufung der Frau entspricht dem christlich-abendländischen Weltbild, in dem die Frau komplementär zum Mann die dunkle Seite, die Unvernunft und Verführung verkörpert.

#### Mythos als Wissenschaft
Der Abschnitt „Zur Struktur des Mythos als Wissenschaft“ geht auf den philosophischen Hintergrund von Lombrosos Forschung ein. Das archaische, mythische Züge tragende Wesen des Verbrechers hat demnach verschiedene Erscheinungsformen. So teilt Lombroso verschiedene Gesichtskonturen unterschiedlichen Verbrechen zu. Der Dieb unterscheidet sich bereits in der Physiognomie vom Mörder. Diese unterschiedlichen Merkmale haben für ihn symbolischen Charakter, die für einen bestimmten Verbrechertypus stehen. Jedes Merkmal repräsentiert wie im Mythos eine Spielart einer hier bösen Wesenseigenschaft. Dadurch, dass er versucht, die individuellen körperlichen Merkmale kausal und funktional mit dem jeweiligen Delikt zu verknüpfen, wird die mythische Betrachtung zur wissenschaftlichen Analyse.

#### Logos des Bösen
In „Der Logos des Bösen“ ordnet Strasser den Verbrecher in das Weltbild Lombrosos ein. Dieser hat den Verbrecher als kulturelle Bedrohung konzipiert. Jedoch nicht der Verbrecher selbst, sondern das Böse, dessen Macht er symbolisiert, ist die Bedrohung für die Ordnung. Kommt man dieser Macht zu nahe, besteht die Gefahr, selbst von ihr ergriffen zu werden und ebenfalls „böse“ zu werden. Diese Argumentation bereitet den Boden für die Défence sociale, das präventive Wegsperren der Verbrecher, die aufgrund der Forschung Lombrosos aufgrund ihrer Stigmata leicht erkennbar sind. Durch das  aktuelle Strafrecht, das zunächst vom freien Willen des Täters ausgeht, bis das Gegenteil bewiesen ist, wird der Verbrecher entmythifiziert. Er ist nicht grundsätzlich eine Bestie, sondern nur, wenn seine Tat dazu Anlass gibt. Zur Entmythifizierung trägt darüber hinaus die Beweisaufnahme und -würdigung im Strafverfahren bei. Durch die Unschuldsvermutung unterscheidet den Verbrecher nichts von anderen Menschen, die Kriminalätiologie Lombrosos wird daher an dieser Stelle ausgehebelt.

### Kapitel III: Schattenspiele der Freiheit

#### Mythische Revivals
Hier stellt Strasser fest, dass kriminologische Forschung ursprünglich das Ziel verfolgte, das Verbrechen und den Verbrecher zu entmythifizieren. Die Verbrechen werden als in jedem Menschen schlummernd definiert, als sich darstellende Geisteskrankheit oder Zuschreibung durch die Gesellschaft. Es entsteht u. a. der Psychopath, ein Geisteskranker, dessen Krankheit sich  durch sein mitunter bestialisch mythisches verbrecherisches Verhalten äußert. Sein Verhalten jedoch unterliegt dem freien Willen, was den Verbrecher „böse“ werden lässt und ins Reich der Mythen bringt. Diese Auffassung wird u. a. in der Rechtsprechung des deutschen Bundesgerichtshofes von 1966 deutlich, die einen Täter dann für seine Tat verantwortlich macht, wenn sie Ausfluss eines Charaktermangels und nicht Folge einer Geisteskrankheit ist. In der neueren Rechtsprechung wirken sich Charaktermängel strafmildernd aus.

#### Freier Wille
„Liberum Arbitrium Fugitivum“ beschäftigt sich mit der Fragestellung, inwieweit Menschen ihr Verhalten beherrschen können und wann sie keine freie Entscheidung mehr über ihre Verhaltensweise treffen können. Des Weiteren geht Strasser auf die Reaktionen der Umwelt auf unbeherrschte Verhaltensweisen ein. Er führt die Beispiele des Kleptomanen und des rückfälligen Nichtrauchers an. Dem Kleptomanen wird sein Diebstahl als Zwang angerechnet, dem er sich nicht widersetzen kann. Bei dem rückfälligen Nichtraucher gibt es zum einen die Fraktion, die zwar um den Umstand weiß, dass er sich, wie andere auch, hätte beherrschen können, jedoch Verständnis dafür aufbringt, weil seine Persönlichkeitsentwicklung nachempfunden werden kann. Sie verurteilt sein Verhalten nicht. Die andere Fraktion, z. B. ein Hausarzt, verurteilt das Verhalten, weil sie nur pragmatisch die negativen Folgen für den Körper des rückfälligen Nichtrauchers sieht. Trotz intensiver Forschung ist es bisweilen nicht gelungen, wissenschaftlich zu ergründen, wann eine Person die Herrschaft über eine Handlung hat. Wie, so fragt Strasser abschließend, ist es möglich, einen psychopathischen Verbrecher Handlungsfreiheit zu unterstellen, den geisteskranken Verbrecher allerdings von Schuld freizusprechen, weil er unter einem nicht abwendbaren Zwang gehandelt hat?

#### Zur Pragmatisierung der Freiheitsfrage
Unter dieser Überschrift behandelt Peter Strasser die Frage, welche staatliche Reaktion auf ein Verhalten unter Einbeziehung der Handlungsfreiheit des Täters sinnvoll erscheint. Der o.a. Kleptomane ist kein geeignetes Objekt für eine Strafe, weil sie sein Verhalten nach Verbüßung der Strafe nicht beeinflusst. Ein psychopathischer Mörder allerdings, dem ein freier Wille unterstellt wird, ist richtiger Adressat für eine Strafe, da sie sich auf sein Verhalten nach der Verbüßung auswirkt. Bei ihm wirken sich gemäß der Theorie der Charakterschuld Vorwurf und Strafe und ihm damit zugefügtes Leid positiv auf seine Moralität aus, er fühlt sich schuldig und verhält sich künftig Gesetzes konform. Dass die Mehrheit der Gefängnisinsassen sich anders verhält, stellt diesen Ansatz in Frage. Ein Teil der einsitzenden Delinquenten sieht sich als Opfer widriger Umstände, ein anderer Teil sieht die Strafe als Berufsrisiko. Darüber hinaus führt die Kriminalisierung einer Person vielfach zur sozialen Isolation, was sich negativ auf die Resozialisierung auswirkt. Wenn aber die Moral des einzelnen nicht durch Strafe geändert wird, dann beruht eine Verhaltensänderung lediglich darauf, den mit dem Wegsperren einhergehenden Freiheitsverlust und die Unannehmlichkeiten eines Gefängnisaufenthaltes zu vermeiden. Auch diese Ausführungen machen deutlich, dass die Handlungsfreiheit des Menschen wissenschaftlich nicht fassbar und nur bedingt beeinflussbar ist.

#### Der Bös-Kranke in der Kriminologie
In dem Abschnitt wird zunächst von Strasser festgestellt, dass in z. B. dem deutschen Strafrecht Zurechnungsfähigkeit danach beurteilt wird, ob der Täter aufgrund von gesetzlich festgelegten psychischen Defekten nicht dazu in der Lage ist, sein Unrecht einzusehen. Diese Defekte werden von Gerichtspsychiatern festgestellt und anhand verschiedener Punkte seiner Persönlichkeit festgemacht, wie z. B. frühere Verhaltensweisen, Schwere der psychischen Krankheit, Verhalten vor der Tat. Als unzurechnungsfähig werden viele endogen Geisteskranke anerkannt, jedoch nicht die Psychopathen. Sie werden als abnorm bezeichnet, nicht als krank, was sich höchstens strafmildernd auswirkt. Die Ausgrenzung der Psychopathen hat für Strasser pragmatische Gründe, die z. B. darin liegen, dass die Öffentlichkeit typische Verbrecher bestraft sehen möchte, die Justiz ein Absehen von Strafe nur in Ausnahmen gestatten will und Psychiater die Anstalten nicht mit unbehandelbaren Psychopathen füllen wollen. Für Strasser fußt die forensische Psychiatrie in dem von Platon entwickelten 3-Instanzen-Modell der Persönlichkeit, in dem der Verstand als oberste Instanz den Willen als 2. Instanz lenkt, der wiederum die 3. Instanz, nämlich die Triebe, überwacht. Ausfälle der Vernunft führen demnach zur Unzurechnungsfähigkeit, während der Psychopath einen Defekt im Bereich des Willens hat, was eine mangelhafte Triebkontrolle zur Folge hat, jedoch sich nicht auf die Zurechnungsfähigkeit auswirkt.
Im Folgenden widmet Strasser sich der therapeutischen Kriminologie. Dieser Ansatz entstammt der Psychoanalyse. Der Verbrecher steht in einem unbewussten Kampf zwischen seinen Trieben und einem defekten Überich, was zur Folge hat, dass das intakte Ich die Kontrolle über die Handlungen verliert. Es kommt zur Delinquenz. Dieser Umstand wird als krank definiert und liefert einen  Grund, den Verbrecher bis zu seiner Heilung in eine Anstalt einzuweisen, was im Einzelfall einen lebenslangen Aufenthalt bedeuten kann und den strafenden Charakter der Maßnahme verschleiert. Trotz der Pathologisierung des Verbrechers wird ihm unterstellt, er sei für seine Tat verantwortlich. So überlebt auch in dieser kriminologischen Bewegung das mythisch böse Wesen  aus den Lehren Lombrosos. Die therapeutische Kriminologie fußt für Strasser vor allem in der bereits dargestellten Unwirksamkeit der Gefängnisstrafe und der dadurch durch die Therapeuten geschaffene Existenzgrundlage ihres eigenen Berufsstandes. Zentraler Bestandteil der Therapie ist die völlige Analyse des Verbrechers, die alte kranke Identität muss aufgegeben und eine neue gesunde angenommen werden.

#### Mythisches und Antimythisches am Freiheitsbegriff
Der letzte Abschnitt des Kapitels befasst sich zunächst kurz mit der Entwicklung des Freiheitsbegriffes im abendländischen Kulturkreis. In der vorplatonischen Zeit sind die Handlungen von Menschen teilweise mythifiziert, sie basieren auf dem Willen von Göttern oder Dämonen, die durch die Menschen wirkten. Platon entwickelt das o.a. 3-Instanzen-Modell, das von dem Kirchenlehrer Augustinus in seiner Lehre vom „liberum arbitrium“ fortgesetzt wurde und dem Menschen autonomes Handeln zubilligt als göttliches Geschenk und Ausdruck seiner Nähe zu ihm. Dieser Freiheitsbegriff wird im Mittelalter dazu genutzt, zweckfrei zu strafen, da Missachtungen der von Gott gewollten irdischen Gesetze Gotteslästerung sind oder sogar ein Symbol für einen Pakt zwischen Mensch und Teufel, also dem Bösen, darstellen. Durch Beschäftigung der Kriminologie, insbesondere der forensischen und therapeutischen Kriminologie, mit dem Freiheitsbegriff entsteht das Zwitterwesen des Psychopathen, der zwar krankheitsbedingt seine Triebe nicht unter Kontrolle hat, aber noch über einen freien Willen verfügt, also noch böse sein kann. Im Abschluss des Kapitels vermutet Strasser, dass eine Ausgliederung des Bösen aus dem Verbrecher ihn zu einer Biomaschine ohne Würde werden lässt, so ihm mit dieser Ausgliederung gleichzeitig die Autonomie des Handelns genommen wird.

### Kapitel IV: Resonanzen auf das Böse

#### Phänomenologisches
Den ersten Abschnitt beginnt Strasser mit einer Analyse, in welcher Weise Autobiografien von Verbrechern auf die Gesellschaft wirken. Will er sich einem breiten Publikum verständlich machen, ist er gezwungen, seine Darstellungen den Vorstellungen dieses Personenkreises anzupassen, der den Verbrecher gern als verirrtes oder gestraucheltes Wesen mit im Grunde gutem Charakter sieht. Dem Bildungsbürgertum kann er sich auch als böser Asozialer zeigen, dessen Handlungen die eines Psychopathen sind. Während dem verirrten Verbrecher Verständnis und Wohlwollen entgegengebracht wird, wird dem Psychopathen mit Hass, Entsetzen und einer Abwehrhaltung begegnet, jedoch auch mit der Faszination, die das Böse mit sich bringt. Als Beispiel für die Biografie eines bösen Psychopathen führt Strasser das 1978 erschienene Buch Der Minus-Mann von Heinz Sobota an, der dort sehr drastisch und bildhaft seine sinnlosen Gewalttaten beschreibt. Jedoch verstößt Sobota durch die Art der Darstellungen gegen Regeln des Umgangs mit dem verbrecherischen Bösen. So führt die unästhetische Beschreibung und die Irrationalität seiner  Taten dazu, dass sie der Leser nicht einordnen kann, dass er die Gefahr sieht, diese Form der Gewalt könne sich wie ein Virus ausbreiten und nicht mehr zu kontrollieren sein.

#### Methodisches
Strasser greift hier den Gedanken Friedrich Nietzsches auf, dass man eine Sache umso besser erkennt, aus je mehr Perspektiven man sich ihr nähert. Nun leidet jede Perspektive, also jede Methode der Erkenntnis, unter Einseitigkeit, die für Strasser u. a. darin begründet ist, dass man Angst davor hat, etwas Ungewolltes am Erkenntnisobjekt zu erkennen. Das gilt auch für die Kriminologie, deren Methoden zur Erforschung des Verbrechens den Umstand, das „Böse“ könne in jedem schlummern, lange Zeit aus Angst vor den Konsequenzen nicht in das Repertoire der Perspektiven aufgenommen haben. Erst die Psychoanalyse wählt diesen Ansatz. Für Strasser ist diese Erkenntnis unabdingbar, um dem „Bösen“ die Macht über Mensch und Gesellschaft zu nehmen.

#### Ethik
Im Bereich der Ethik, an der sich auch kriminologische Forschung messen lassen muss, bemerkt Strasser einen Wandel. Während früher abduktiv in alle Richtungen geforscht worden ist, betreibt man heute mehr und mehr eine am Ziel orientierte Mainstreamforschung. Die erforschte „Wahrheit“ wird nur solange akzeptiert, wie sie mit den von Strasser sog. „erkenntnisleitenden Interessen“ in Einklang steht, die Kriminologie wird zum Vehikel von Politik und der aktuellen moralischen Anschauung.
Bereits zu Beginn der kriminologischen Forschung und der Betrachtung des Umgangs mit dem Verbrecher versuchen Kriminologen, ihren Standpunkt adressatengerecht derart zu vertreten, dass er sich in die jeweilige moralische Strömung einfügt. Schon Beccaria fordert in seinem 1764 erschienenen Werk „dei delitti e delle pene“ die Abschaffung der Folter, der Todesstrafe sowie mildere Urteile. Strasser vermutet, dass Beccaria mit seiner Argumentation, eine lebenslange Knechtschaft sei für den Verbrecher eine weitaus größere Qual als eine kurze Hinrichtung und würde darüber hinaus abschreckender wirken, die Argumente der damaligen Moralvorstellung anpasst, um seine humanitären Bestrebungen zu verdecken. Durch die Umsetzung solcher Forderungen kann der humanitäre Gedanke verwirkt werden, der Verbrecher unter Umständen trotz gut gemeinter Absicht der Forschung schlechter behandelt werden lässt als zuvor.

### Das neue Kontrolldenken in der Kriminologie
Nachdem die vergangenen Jahrzehnte durch eine Humanisierung der Rechtsordnungen geprägt sind und eine Abkehr von den Theorien des geborenen, nicht resozialisierbaren Verbrechers hin zu modernen Straf- und Wiedereingliederungskonzepten stattgefunden hat, bemerkt Strasser eine Rückkehr zu den Lehren Lombrosos und seiner Anhänger. Ursächlich für die Renaissance der biologischen Erklärungsansätze in der Kriminologie ist für ihn ein neues Ordnungsdenken. Das ab Ende der 1960er Jahre vorherrschende humanistische Bild vom Menschen und daher auch dem Verbrecher ist einem naturalistischen Menschenbild gewichen, in dem der Mensch immer mehr als Biomaschine betrachtet wird und damit einen Teil seiner Würde einbüßt. Die bis weit in das letzte Jahrhundert reichende Unvereinbarkeit zwischen Natur- und Geisteswissenschaft, die sich auch in der Kriminologie widerspiegelt, existiert in weiten Teilen nicht mehr. Durch die immer weiter fortschreitende Forschung, insbesondere im Hirnbereich, hat der Mensch seine Sonderstellung verloren, die Funktionsweise des menschlichen Gehirns wird mit der eines Computers verglichen. Das neue Ordnungsdenken fußt einerseits in einer Ohnmacht gegenüber der Eigendynamik des globalisierenden Marktes, die in der Ausmerzung antisozialer, also auch verbrecherischer, Verhaltensweisen einen Ausgleich sucht. Andererseits nährt die latente Angst der westlichen Welt vor Anschlägen, Gewaltverbrechen und auch Ausländerkriminalität das neue Ordnungsbedürfnis.